# Scytodes paarmanni
Espèce
Scytodes paarmanni est une espèce d'araignées aranéomorphes de la famille des Scytodidae.

## Distribution
Cette espèce est endémique d'Amazonas au Brésil,. Elle se rencontre vers Manaus.

## Description
Le mâle holotype mesure 1,12 mm et la femelle paratype 1,35 mm.

## Étymologie
Cette espèce est nommée en l'honneur de Wilfried Paarmann.

## Publication originale
- Brescovit & Höfer, 1999 : Four new species of litter inhabiting Scytodes spiders (Araneae, Scytodidae) from Amazonia. Studies on Neotropical Fauna and Environment, vol. 34, p. 105-113.